# Белена туркменская
Белена́ туркменская (лат. Hyoscýamus turcomanicus) — многолетние, реже двулетние, травянистые растения, вид рода Белена (Hyoscyamus) семейства Паслёновые (Colchicaceae).

## Ботаническое описание
Растение высотой до 1—1,5 м. Корень толстый, вертикальный, переходящий в короткое, многоглавое корневище, усаженное остатками чёрно-бурых чешуевидных листьев. Стебли простые или в верхней части ветвистые, толстые, крепкие, прямые, густо опушённые клейкими, извилистыми волосками, часто, особенно в верхней части, длинными и иногда образующими войлок на нижней.
Листья тёмно-зелёные, в молодости с обеих сторон усаженные сидячими и короткостебельчатыми железками и клейкими волосками, взрослые нередко лишь снизу по жилкам волосистые. Стеблевые листья длиной 8—20 (до 28) см, шириной 4—11 (до 19) см, кверху постепенно уменьшающиеся и нечувствительно переходящие в прицветные, в очертании продолговато-яйцевидные, длинно заострённые, реже треугольно-яйцевидные, менее длинно-заострённые, с усечённым или широко клиновидным основанием, слегка низбегающим на черешок, выемчато-крупно-зубчатые или надрезанные, или неглубоко перисто-лопастные, зубцы или лопасти треугольные, острые или заострённые; черешки широкие, плосковатые, опушенные клейкими, длинными, оттопыренными волосками, нижние иногда почти равные пластинке, верхние в два-три раза короче её. Прицветные листья выемчато-лопастные или зубчатые, но нередко и цельнокрайные, на коротких черешках, лишь самые верхние иногда почти сидячие.
Цветки сначала скучены на конце стебля и ветвей в извилинах, после цветения сильно удлиняющихся. Цветоножки длиной 2—8 мм, только, у самых нижних цветков иногда 2—2,5 мм. Чашечка в нижней части, густо оттопыренно-волосистая, во время цветения травянистая, мягкая, обратно-коническая, с почти равными трубке треугольно-ланцетными зубцами, длиной 2—2,5 см, при плодах длиной 2,7—4 см, твердеющая, трубчато-колокольчатая, с десятью продольными ребристыми жилками и выдающейся сетью поперечных жилок. Венчик длиной 3,2—4,5 см, снаружи железистопушистый, воронковидный, с чуть косым, широким отгибом, лопасти которого тупые, почти равные. Пыльники вдвое длиннее трубки, с волосистыми при основании нитями, прикрепленными в нижней части трубки. Завязь голая; столбик немного длиннее венчика.
Коробочка длиной 11—12 мм, в два-три раза короче облегающей её чашечки, открывается на верхушке плоской или слабо выпуклой крышечкой. Семена буровато-серые, глубоко и мелко ячеистые.
Цветёт в апреле — мае. Плодоносит в июне.

## Распространение и экология
Ареал вида охватывает Тянь-Шань, Копетдаг и северные районы Ирана.
Произрастает по сухим каменистым и мелкоземистым склонам гор и ущелий, изредка в посевах.

## Классификация

### Таксономия
- Hyoscyamus turcomanicus L., 1942,  Bot. Zhurn. S.S.S.R. 27: 127

Вид Белена туркменская включается в род Белена (Hyoscyamus) трибы Беленовые (Hyoscyameae) подсемейства Паслёновые (Solanoideae) семейства Паслёновые (Solanaceae) порядка Паслёноцветные (Solanales), последовательно входящего в более крупные клады Ламииды → Астериды → Суперастериды → Эвдикоты → Цветковые растения. Таксономическая схема в соответствии с Системой APG IV по состоянию на июнь 2024 года:
|  |                          |  |                                   |                                   |                      |  | еще 4 семейства | еще 4 семейства   |                         |  |                        |  | еще 16 подтвержденных видов и 19 видов, ожидающих подтверждения | еще 16 подтвержденных видов и 19 видов, ожидающих подтверждения |  |
|  |                          |  |                                   |                                   |                      |  | еще 4 семейства | еще 4 семейства   |                         |  |                        |  | еще 16 подтвержденных видов и 19 видов, ожидающих подтверждения | еще 16 подтвержденных видов и 19 видов, ожидающих подтверждения |  |
|  |                          |  |                                   | порядок Камнеломкоцветные         |                      |  |                 |                   | подсемейство Пасленовые |  |                        |  |                                                                 |                                                                 |  |
|  |                          |  |                                   | порядок Камнеломкоцветные         |                      |  |                 |                   | подсемейство Пасленовые |  | вид Белена туркменская |  |                                                                 |                                                                 |  |
|  | клада Цветковые растения |  |                                   |                                   | семейство Пасленовые |  |                 |                   | Род Белена              |  |                        |  |                                                                 |                                                                 |  |
|  | клада Цветковые растения |  |                                   |                                   |                      |  |                 |                   |                         |  |                        |  |                                                                 |                                                                 |  |
|  |                          |  | ещё 63 порядка цветковых растений | ещё 63 порядка цветковых растений |                      |  |                 | еще 7 подсемейств | еще 7 подсемейств       |  |                        |  |                                                                 |                                                                 |  |
|  |                          |  |                                   | ещё 63 порядка цветковых растений |                      |  |                 |                   | еще 7 подсемейств       |  |                        |  |                                                                 |                                                                 |  |